# Ga Phúc Tự
Ga Phúc Tự là một nhà ga xe lửa tại xã Đại Trạch, huyện Bố Trạch, tỉnh Quảng Bình. Nhà ga là một điểm trên tuyến đường sắt Bắc Nam tiếp nối sau ga Hoàn Lão và trước ga Đồng Hới. Lý trình ga: Km 510 + 700.